# Nátrium-peroxo-diszulfát
A nátrium-peroxo-diszulfát vagy nátrium-perszulfát egy szervetlen vegyület, a peroxo-dikénsav nátriumsója. Az összegképlete Na2S2O8. Színtelen kristályokat alkot. Vízben jól oldódik. Erős oxidálószer.

## Kémiai tulajdonságai
A nátrium-perszulfát vizes oldatban stabilabb, mint a többi peroxo-diszulfát. Azonban ha a vizes oldatát melegítik, elbomlik. A reakcióegyenlet a következő:
{\displaystyle \mathrm {Na_{2}S_{2}O_{8}+H_{2}O\rightarrow Na_{2}SO_{4}+H_{2}SO_{4}+O} }
Könnyen ad le oxigént, emiatt igen erős oxidálószer, emellett fertőtlenítő és fehérítő hatása is van.

## Előállítása
A kénsavval megsavanyított, erősen hűtött nátrium-szulfát (Na2SO4) nagy áramerősséggel végzett elektrolízisével nyerhető. A nátrium-peroxo-diszulfát az anódtérben keletkezik.

## Felhasználása
A nátrium-peroxo-diszulfátot fehérítőszerként használják. Katalizátorként szolgál polimerizáció gyorsítására.  A nyomtatott áramkörök készítésekor maratásra használják. A fényképészetben a felesleges nátrium-tioszulfát eltávolítására és a kimosás gyorsítására alkalmazzák. Hajszőkítő porok egyik összetevője.